# Трухан Олег Анатолійович
Трухан Олег Анатолійович — український футбольний тренер; засновник, президент та старший тренер дитячо-юнацького футбольного клубу «Каскад».

## Біографія
Народився 15 листопада 1966 року в селі Держанівка Носівського району Чернігівської області.
1981—1985 роки — навчався у ПТУ № 24 міста Києва, за фахом слюсар-монтажник, та грав за юнацьку футбольну команду «Старт» (Київ).
1985—1987 роки — служба у Збройних Силах.
1987—1990 роки — грав за команди «Буревісник» (Чернігів), «Хімік» (Чернігів), «Текстильник» (Чернігів) у Чемпіонаті Чернігівської області з футболу.
Чернігівський державний педагогічний інститут ім. Т. Г. Шевченка за спеціальністю «Вчитель фізичного виховання» (закінчив у 1993 році).
З 1991 року розпочав свою тренерську діяльність.
У 1998 році закінчив Вищу школу тренерів України при Національному університеті фізичного виховання та спорту і отримав спеціальність: «Тренер вищої кваліфікації з футболу».
Одружений. Має сина — Богдана, який працює тренером.

## Тренерська діяльність
1991—1994 роки — старший тренер з футболу ДЮСШ спортклубу «Полісся» Чернігівського КСК та ДЮСШ при ФК «Легенда» (Чернігів).
1994 рік  — тренер ФК «Дончанка» та ДЮСШ № 7 (Донецьк).
1995 рік — тренер ДЮСШ АО «Чернігівстрой» (Чернігів) та Київського обласного центру «Інваспорт» (Київ).  
1995—2004 роки  - тренер ДЮСШ УСС Чорнобильської АЕС та Славутицької міської ради.
1998—2008 роки — паралельно працював у дорослому футболі на посаді головного тренера ФК «Славутич-ЧАЕС», ФК «Каскад» (Славутич) та ФК «Нафком»-2 (Бровари).
2004—2013 роки — відділення футболу Броварського вищого училища фізичної культури і спорту (2004—2011 роки — старший тренер).

#### Тренерська діяльність зі збірними командами областей:
1992—1993 роки — головний тренер жіночої молодіжної збірної Чернігівської області з футболу.
1994 рік — головний тренер жіночої молодіжної збірної Донецької області з футболу.
1997—2007 роки — тренер збірних команд Київської області з футболу.
За цей час збірні команди 9-ть разів виходили у фінальну частину змагань серед збірних команд областей.

## Громадська діяльність
1991 рік — ініціював створення відділення ДЮСШ при жіночому футбольному клубі «Легенда» (Чернігів).
1996 рік — заснував громадську організацію дитячо-юнацький футбольний клуб «Каскад» (президент клубу та тренер) у місті Славутич.
1998 рік — обраний депутатом Славутицької міської ради.
2008 рік — заснував Броварську громадську організацію дитячо-юнацького футбольного клубу «Каскад».

#### Започаткував міжнародні дитячо-юнацькі турніри з футболу та міні-футболу

##### у місті Славутич
- «Кубок Енергетиків»
- «Кубок героїв Чорнобиля»
- «Кубок ЗМС Ю. М. Войнова»

##### у місті Бровари
- «Brovary Cup»
- «Кубок ЗТУ Подзігуна В. І.»
- «Кубок ТМ FARO на призи депутата Ратнікова Д. Г.»

## Вихованці
Всього для команд майстрів різних футбольних ліг Трухан О. А. підготував 36 гравців, із них 22 — у чоловічому футболі та 14 — у жіночому футболі.
| Прізвище, ім'я, по-батькові  | Дата народження | Перший клуб          | Роки      | База ФФУ    |
| Бровкін Дмитро Валерійович   | 11.05.1984      | ДЮФК «Каскад»        | 1998-1999 | Нападник    |
| Дмитрюк Олександр Євгенович  | 27.02.1984      | ДЮФК «Каскад»        | 1998-2001 |             |
| Старченко Борис Юрійович     | 07.10.1984      | ДЮФК «Каскад»        | 1998-2001 |             |
| Щедраков Павло Сергійович    | 17.01.1985      | ДЮФК «Каскад»        | 1998-2002 | Захисник    |
| Рожок Сергій Володимирович   | 25.04.1985      | ДЮФК «Каскад»        | 1998-1999 | Півзахисник |
| Тарикін Вадим Сергійович     | 07.07.1986      | ДЮФК «Каскад»        | 1999-2003 | Нападник    |
| Макаренко Артем Михайлович   | 14.08.1986      | ДЮФК «Каскад»        | 1999-2003 |             |
| Валько Євгеній Олександрович | 22.11.1986      | ДЮФК «Каскад»        | 2000-2003 |             |
| Коваленко Іван Миколайович   | 29.01.1987      | ДЮФК «Каскад»        | 2001-2003 |             |
| Лобцов Павло Євгенович       | 09.01.1988      | ДЮФК «Каскад»        | 2000-2004 | Півзахисник |
| Бровченко Юрій Анатолійович  | 25.01.1988      | ДЮФК «Каскад»        | 2001-2004 | Півзахисник |
| Тарикін Ігор Сергійович      | 22.11.1988      | ДЮФК «Каскад»        | 2002-2003 |             |
| Шевченко Олег Євгенович      | 23.04.1988      | ДЮФК «Каскад»        | 2001-2003 | Воротар     |
| Зварич Ірина Михайлівна      | 08.05.1983      | «Легенда» (Чернігів) | 1991-1995 | Воротар     |
| Пекур Людмила Михайлівна     | 06.01.1981      | «Легенда» (Чернігів) | 1991-1995 | Півзахисник |
| Чорна Тетяна Михайлівна      | 25.02.1981      | «Легенда» (Чернігів) | 1991-1995 | Нападник    |
| Шульга Вероніка Михайлівна   | 27.04.1981      | «Легенда» (Чернігів) | 1991-1995 |             |
| Мільчевська Дарія Юріївна    | 05.09.1982      | «Легенда» (Чернігів) | 1991-1995 |             |